# Lîsîn, Demîdivka
Lîsîn (în ucraineană Лисин) este un sat în comuna Vîceavkî din raionul Demîdivka, regiunea Rivne, Ucraina.

## Demografie
Componența lingvistică a localității Lîsîn
     Ucraineană (99,06%)
     Alte limbi (0,94%)
Conform recensământului din 2001, majoritatea populației localității Lîsîn era vorbitoare de ucraineană (99,06%), existând în minoritate și vorbitori de alte limbi.